# Hardee Kirkland
Pour les articles homonymes, voir Kirkland.

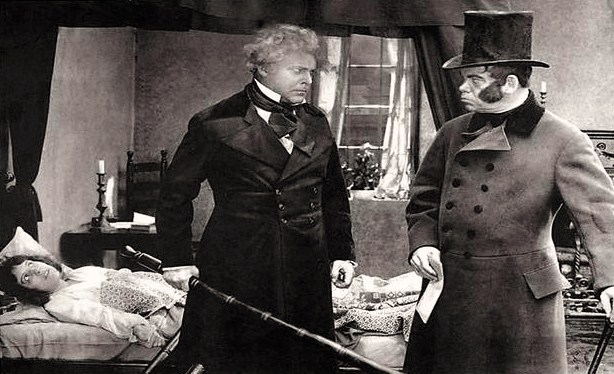
De g. à d. : Gretchen Hartman, William Farnum et Hardee Kirkland, dans Les Misérables (1917)

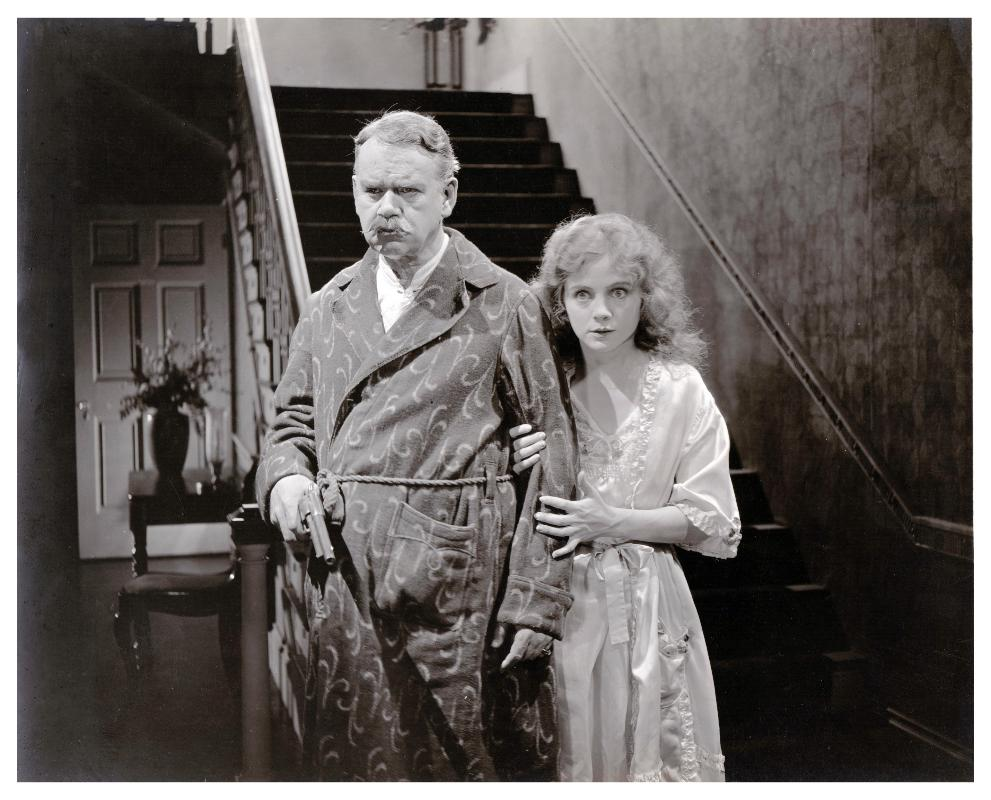
Avec Ann Forrest, dans A Splendid Hazard (1920)

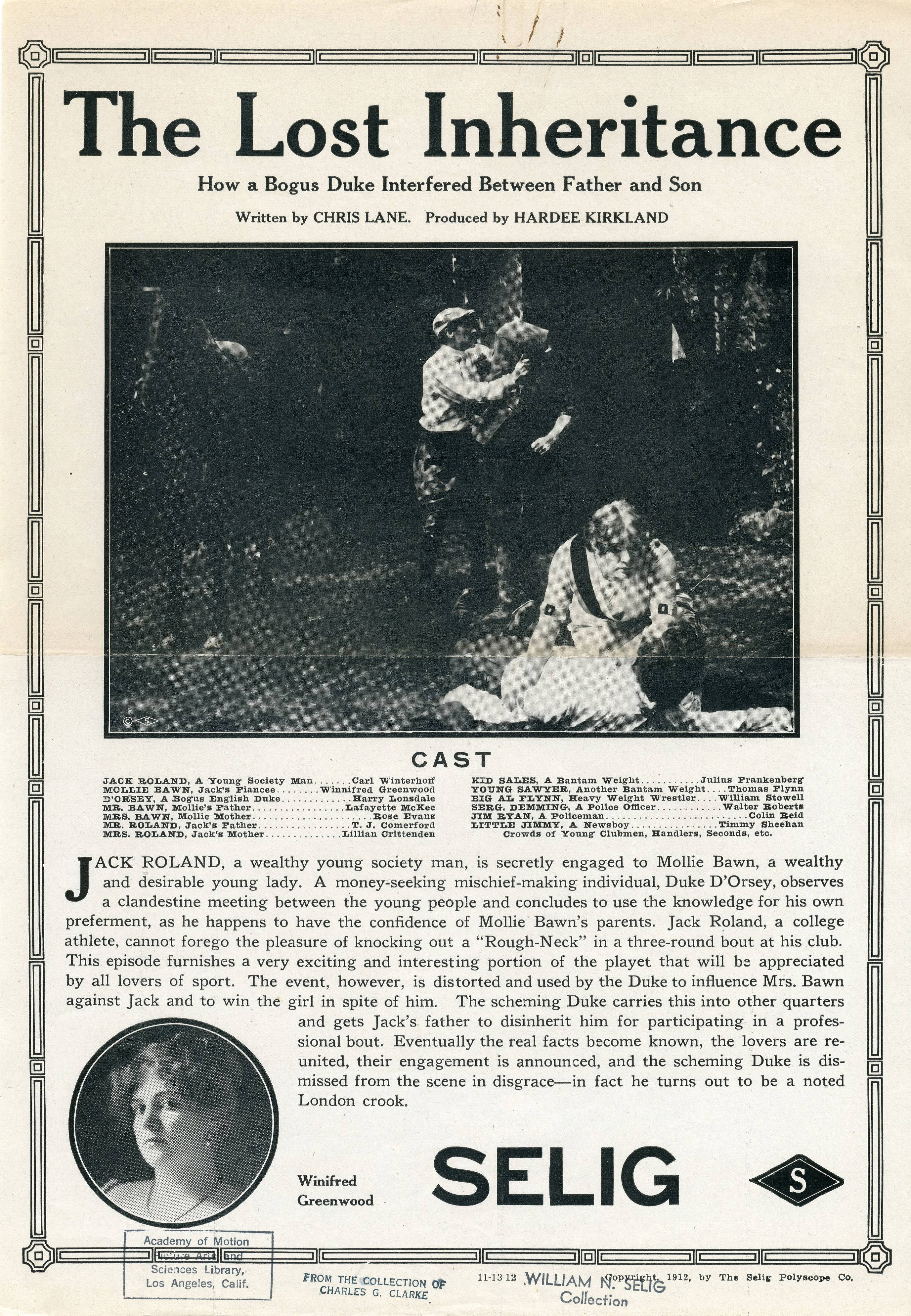
Poster promotionnel pour The Lost Inheritance (1912, réalisateur)

Noble Rarda Kirkland (né le 23 mai 1868 à Savannah en Géorgie et mort le 18 février 1929 à Los Angeles) est un acteur et réalisateur américain, connu comme Hardee Kirkland.

## Biographie
Commençant sa carrière d'acteur au théâtre, Hardee Kirkland joue notamment à Broadway (New York) dans six pièces, disséminées entre 1903 et 1917, dont Le Diable de Ferenc Molnár (1908) et Miss Patsy de Sewell Collins (1910).
Au cinéma, il apparaît dans quarante-et-un films américains sortis entre 1915 et 1925, donc exclusivement durant la période du muet. Citons Les Misérables (version de 1917, avec William Farnum dans le rôle de Jean Valjean, lui-même personnifiant le policier Javert) et Madame X (version de 1920, avec Pauline Frederick dans le rôle-titre), tous deux réalisés par Frank Lloyd, L'As de cœur de Wallace Worsley (1921, avec Leatrice Joy et John Bowers), Le Crime parfait d'Allan Dwan (1921, avec Monte Blue et Jacqueline Logan), ou encore Dans la ville endormie de Maurice Tourneur (1923, avec Lon Chaney et John Gilbert).
En outre, Hardee Kirkland est le réalisateur de quarante-quatre courts métrages muets sortis de 1912 à 1914, dont God's Way (1913, avec Harry Lonsdale et William Stowell).
Il meurt à 60 ans, en 1929.

## Théâtre à Broadway (intégrale)
- 1903 : Terra baixa (Marta of the Lowlands) d'Àngel Guimerà, adaptation de Wallace Gillpatrick et Guido Marburg (+ reprise en 1908)
- 1908 : Le Diable (The Devil) de Ferenc Molnár, adaptation d'Oliver Herford : Herman Hofmann (remplacement)
- 1908-1909 : Mary Jane's Pa d'Edith Ellis
- 1910 : Miss Patsy de Sewell Collins, mise en scène de George F. Marion
- 1914 : Innocent de George Broadhurst (en)
- 1917 : Hamilton de Mary Hamlin et George Arliss : James Monroe

## Filmographie partielle

### Acteur
- 1915 : The Galley Slave de J. Gordon Edwards : le baron La Bois
- 1916 : The Lost Bridgegroom de James Kirkwood Sr. : Black McQuirk
- 1917 : Les Misérables de Frank Lloyd : Javert
- 1918 : L'Occident (Eye for Eye) d'Albert Capellani et Alla Nazimova : . Rambert, le propriétaire du cirque
- 1919 : La Victime inconnue (The Peace of Roaring River) d'Hobart Henley et Victor Schertzinger : Nils Olsen
- 1920 : Madame X de Frank Lloyd : Dr Chessel
- 1920 : A Splendid Hazard d'Arthur Rosson : l'amiral Killegrew
- 1921 : L'As de cœur (The Ace of Hearts) de Wallace Worsley : M. Morgridge
- 1921 : Sa dactylo (From the Ground Up) d'E. Mason Hopper : M. Carswell Sr.
- 1921 : Le Crime parfait (A Perfect Crime) d'Allan Dwan : le président Halliday
- 1921 : Ladies Must Live de George Loane Tucker : William Hollis
- 1921 : Roads of Destiny de Frank Lloyd : M. Hardy
- 1922 : Un jeune amour (Youth to Youth) d'Émile Chautard : M. Taylor
- 1922 : Honor First de Jerome Storm
- 1923 : L'Avalanche (Hell's Hole) d'Emmett J. Flynn : le gardien
- 1923 : Quicksands de Jack Conway
- 1923 : Dans la ville endormie (While Paris Sleeps) de Maurice Tourneur : M. O'Keefe Sr.
- 1923 : Notre grand homme (Woman-Proof) d'Alfred E. Green : le colonel Lynwood
- 1925 : Pas de femme (The Arizona Romeo) d'Edmund Mortimer : John Wayne
- 1925 : Bad Boy de Leo McCarey (court métrage) : le père de Jimmie
- 1925 : The Shadow of the Wall de B. Reeves Eason : M. Hode

### Réalisateur
(courts métrages)
- 1912 : The Lost Inheritance
- 1912 : Her Bitter Lesson
- 1913 : God's Way
- 1913 : Her Husband's Friend
- 1914 : The Speedway of Despair